# 泰寧鎮總兵
泰寧鎮總兵，為清朝綠營總兵官，正二品武官，是直隸提督所管轄的五個總兵官之一，駐紮在易州梁家莊（今河北省保定市易縣梁家莊），總兵力約3370人。在《大清會典則例》中記載其手下一共有左營、右營、紫荊關營、廣昌城營、插箭嶺營、礬山堡營、易州營、房山營、淶水營、白石口營、馬水口營、沿河口營、水東村營，共十三個營。自乾隆元年設立以後，泰寧總兵便開始管理清泰陵的守衛任務（而後更是成為兼任整個清西陵的總管內務府大臣），負責管理清皇室陵寢事務。

## 沿革
泰寧鎮總兵所駐紮的地方，即是易州梁家莊，為清代守護西陵要地的所在之處。在清初原本在此處駐紮著泰寧協，主官為泰寧副將，後來在清朝乾隆元年（1723年），因為防衛清西陵的任務，因此也依照馬蘭鎮總兵的例子，升為泰寧鎮總兵官，並為其增加游擊一員。

## 編制
- 根據《大清會典則例》[3]
- 總兵官 1人 駐守易州梁家莊
  - 直屬兩個營（本標左營、右營）：軍官17人；士兵900人

1. 左營：從三品游擊1人（駐紮南百全，今易縣南百全村）、正五品守備1人（駐紮北百全，今易縣北百泉村）、正六品千總3人、正七品把總4人、兵450人
2. 右營：正五品守備1人（駐紮下龍華，今易縣大龍華鄉）、正六品千總2人、正七品把總5人、兵450人

- 紫荊關營 駐守紫荊關 ，兼轄廣昌、插箭嶺、礬山三營
  - 正三品參將1人、正五品守備1人、正六品千總1人、正七品把總4人、兵523人

1. 廣昌城營（駐守廣昌縣，今保定淶源縣）：正四品都司1人、兵101人
2. 插箭嶺營（駐守插箭嶺，今保定淶源縣）：正五品守備1人、正七品把總1人、兵133人
3. 礬山堡營（駐守插箭嶺，今張家口市涿鹿縣東南礬山）：正五品守備1人、兵100人

- 易州營 駐守易州（今易縣），兼轄房山、淶水二營
  - 從三品游擊1人、正五品守備1人、正六品千總1人、正七品把總2人、兵231人

1. 房山營（駐守房山縣，今北京市房山區）：正五品守備1人、正七品把總1人、兵101人
2. 淶水營（駐守淶水縣）正五品守備1人、正七品把總1人、兵433人

- 白石口營 駐守白石口（今淶源縣白石山鎮白石口村）
  - 正四品都司1人、正七品把總1人、兵124人
- 馬水口營 駐守馬水口（今張家口市涿鹿縣蟒石口鄉馬水村）
  - 正四品都司1人、正六品千總1人、正七品把總3人、兵414人
- 沿河口營 駐守沿河口（今北京市門頭溝區沿河城）
  - 正四品都司1人、正七品把總2人、兵156人
- 水東村營 駐守水東村（今保定市中水東村）
  - 正五品守備1人、正六品千總2人、正七品把總2人、兵100人